# Etos kowboja
Etos kowboja – drugi album studyjny polskiego rapera Skorupa wydany 16 maja 2011 roku przez wytwórnię MaxFloRec.

## Lista utworów
Opracowano na podstawie materiału źródłowego.
| #  | Tytuł           | Długość | Gościnnie                                                                  | Producent   |
| -- | --------------- | ------- | -------------------------------------------------------------------------- | ----------- |
| 1  | Etos Kowboja    | 3:30    |                                                                            | DiNO        |
| 2  | Truposz         | 3:22    |                                                                            | Stahu       |
| 3  | Z Bandą         | 6:10    | DJ BRK, Siwydym, Proceente, Bas Tajpan, HK Rufijok, Metrowy, Mops, Eskobar | DiNO        |
| 4  | Inny Świat 4    | 2:33    | Grubson                                                                    | Skorup      |
| 5  | Dziuple         | 3:09    | Andrzej Skorupa                                                            | Snou        |
| 6  | Dziadek         | 2:51    | DJ Hopbeat                                                                 | Skorup      |
| 7  | Kłopot          | 4:00    | Andrzej Skorupa                                                            | Suabeusz    |
| 8  | Miłość          | 3:25    | Siwy Ziombel                                                               | DiNO        |
| 9  | Skąd i Dokąd    | 2:47    |                                                                            | Skorup      |
| 10 | Dziki Styl      | 2:30    |                                                                            | Snou        |
| 11 | Barowa Pogoda   | 3:29    | Sworek, Majkel                                                             | Skorup      |
| 12 | Musisz Wiedzieć | 4:02    |                                                                            | Zioło Zioło |
| 13 | Eldorado        | 2:31    | DJ Hopbeat                                                                 | Stahu       |
| 14 | Opowieść        | 3:16    | Bu                                                                         | Goryl       |
| 15 | W Zależności    | 4:08    | GunJ                                                                       | Puzzel      |
| 16 | Jesteś Ł        | 2:40    |                                                                            | Ńemy        |
| 17 | Solidarność     | 3:41    | Gano                                                                       | Puzzel      |
| 18 | Stypa           | 2:42    | DJ Hopbeat                                                                 | Snou        |
| 19 | Polskie Country | 3:10    | Masia                                                                      | Skorup      |